# Laila Storch
Pour les articles homonymes, voir Storch.
Laila Storch, née le 28 février 1921 et morte le 2 décembre 2022 à Orcas Island, est une hautboïste américaine.

## Biographie
Laila Storch naît le 28 février 1921 et grandit à Santa Rosa en Californie.
Alors qu'il est réfractaire à l'idée d'enseigner à l'élément féminin, elle est la première élève femme de Marcel Tabuteau et la première femme hautboïste diplômée du Curtis Institute of Music de Philadelphie.
Premier hautbois de l'Orchestre symphonique de Houston, elle joue également avec le National Symphony, l'Orchestre symphonique de Kansas City et l'Orchestre symphonique de Porto Rico (en). Elle se produit également en soliste au Festival Bach de Carmel (en), au Festival Bach de Bethlehem (en), au festival de Marlboro et au Festival Casals de Porto Rico. Elle est l'un des membres les plus anciens du Quintette à vent Soni Ventorum (en).
Elle enseigne le hautbois au Conservatoire de musique de Porto-Rico (en) et est professeur émérite de l'université de Washington et professeur invité à l'université de l'Indiana et au Conservatoire central de musique de Pékin.
Laila Storch est aussi la biographe de son maître Marcel Tabuteau, hautboïste français fondateur de l'école américaine de hautbois et premier hautbois de l'Orchestre de Philadelphie sous la direction de Leopold Stokowski et Eugene Ormandy. Tabuteau qui estimait impossible d'envisager de jouer du hautbois avant de savoir peler un champignon (métaphore du grattage des anches) lui fournit le titre de son ouvrage,.
Elle est dédicataire en 1985 de l'Impromptu II pour hautbois et piano de Claude Arrieu.
L'International Double Reed Society célèbre son centenaire en 2020, année du centenaire de la mort de Georges Gillet. Elle meurt à 101 ans le 2 décembre 2022 à Orcas Island.

## Publication
- (en-US) Laila Storch, Marcel Tabuteau : How Do You Expect to Play the Oboe If You Can't Peel a Mushroom?, Bloomington, Indiana University Press, 2008, 594 p. (ISBN 978-0-253-34949-1, lire en ligne)